# Werner von Gilsa
Werner Albrecht von und zu Gilsa (Berlino, 4 marzo 1889 – Leitmeritz, 8 maggio 1945) è stato un generale e ginnasta tedesco.

## Biografia
Apparteneva ad una famiglia aristocratica di rango baronale della Prussia di tradizioni militari e fu educato in una scuola militare presso Breslavia, dalla quale uscì tenente di fanteria di un reggimento della Guardia e partecipò con successo alla prima guerra mondiale sul fronte occidentale e fu presto promosso capitano e insignito della Croce di ferro di prima classe; al termine della guerra passò due anni di prigionia in un campo francese, per poi essere rimpatriato nell'aprile 1920.
Tornato in Germania ebbe importanti incarichi militari nella Reichswehr, e nonostante fosse solo un capitano, ebbe il comando del 5º Reggimento fucilieri. Fu poi promosso maggiore e aiutante di campo del comandante militare di Doberitz e poi ebbe altri incarichi al Ministero della Guerra. Nonostante non avesse mai aderito al nazismo, né avesse simpatia per Hitler (era stato invece un fedele collaboratore dei Schleicher, nonostante fosse di ispirazioni liberali durante la Repubblica di Weimar), fu sempre molto caro all'etica nazista, che vide in lui l'esempio perfetto di atleta ariano e così fu nominato prima comandante militare di Lubecca e poi durante le Olimpiadi estive del 1936 fu comandante del villaggio olimpico.
Promosso poi colonnello, partecipò all'invasione della Francia e fu comandante di Charleville e vice di von Choltitz a Parigi, dove operò con il suo comandante al salvataggio dei tesori storici e artistici della città. Partecipò poi come vice del comandante von Weichs alla battaglia della Schelda contro gli inglesi; confidente di alcuni membri del complotto di von Stauffenberg, non volle però parteciparvi, ripugnando l'omicidio premeditato del capo di Stato.

Promosso generale di brigata, nel 1945 si suicidò con un colpo di pistola alla tempia per non cadere in mano ai sovietici.